# Partito di Solidarietà Nazionale Khmer
Il Partito di Solidarietà Nazionale Khmer è stato un partito politico cambogiano, fondato nell'aprile 1997 da Khieu Samphan, un alto esponente dei Khmer Rossi. 
Il partito fu messo al bando nel dicembre 1998, in quanto considerato un'organizzazione criminale dal governo cambogiano di Hun Sen, anni dopo il leader Khieu Samphan è stato condannato all'ergastolo senza condizionale con l'accusa di crimini contro l'umanità e genocidio dal Tribunale speciale della Cambogia.